# Focke-Achgelis Fa 223
Focke-Achgelis Fa 223 Drache (Drak) byl dvojmístný německý vrtulník vyvinutý během druhé světové války. Byl to první vrtulník, který se dostal do sériové výroby. Spojenecké bombardování omezilo počet vyrobených strojů na přibližně 20.
Fa 223 byl poháněn vzduchem chlazeným devítiválcovým hvězdicovým motorem BMW Bramo 323 o maximálním výkonu 735 kW po dobu jedné minuty a stálém maximálním výkonu 456 kW. Dva protiběžné rotory se třemi listy (o průměru 12 m) byly připevněny na ocelové nosníky vybíhající z válcovitého trupu.
Jeden z ukořistěných strojů byl prvním vrtulníkem, který v září 1945 přeletěl Lamanšský průliv.

## Vznik a vývoj
Vznikl vývojem předchozí konstrukce Focke-Wulf Fw-61. Byl určen zejména k námořnímu průzkumu, hlídkování proti ponorkám, dopravu, záchranné akce a výcvik.
První prototyp Fa 223 V1 (imatrikulace D-OCEB) byl dokončen koncem roku 1939 a byl poháněn motorem Bramo 323D o výkonu 620 k. V srpnu roku 1940 uskutečnil Drache svůj první samostatný let (pilot Karl Bode). Ve stejném roce dosáhl při zkouškách v E-Stelle Rechlin rychlost 182 km/h a dostup až 7 100 m. Ministerstvo letectví proto následně objednalo první sérii 100 kusů.
Druhý prototyp Fa 223 V2 (D-OCEW) se od svého předchůdce odlišoval kompletně prosklenou přídí trupu, na jehož bocích měl okénka. Dne 5. února 1941 havaroval. Třetí prototyp byl Fa 223 E V3 byl postaven jako vzorový stroj verze Fa 223 E-0.
Další vývoj a výroba sériových strojů byla však značně ztížena a komplikována anglo-americkými bombardovacími nálety v červnu 1942. Oba prototypy a prvních sedm dokončených strojů Fa 223 E-0 (Werk-Nr. 00004-00010) bylo zničeno a výroba musela být z původní továrny v Delmenhorstu u Brém přestěhována do jihoněmeckého Laupheimu. Znovu obnovena byla až v únoru 1943 a do července 1944 dodala sedm dalších Fa 223 E-0 s prototypovými čísly V11 až V17 (DM+SO až DM+SU). V červenci 1944 však opět padla za oběť silnému bombardování.

## Operační nasazení

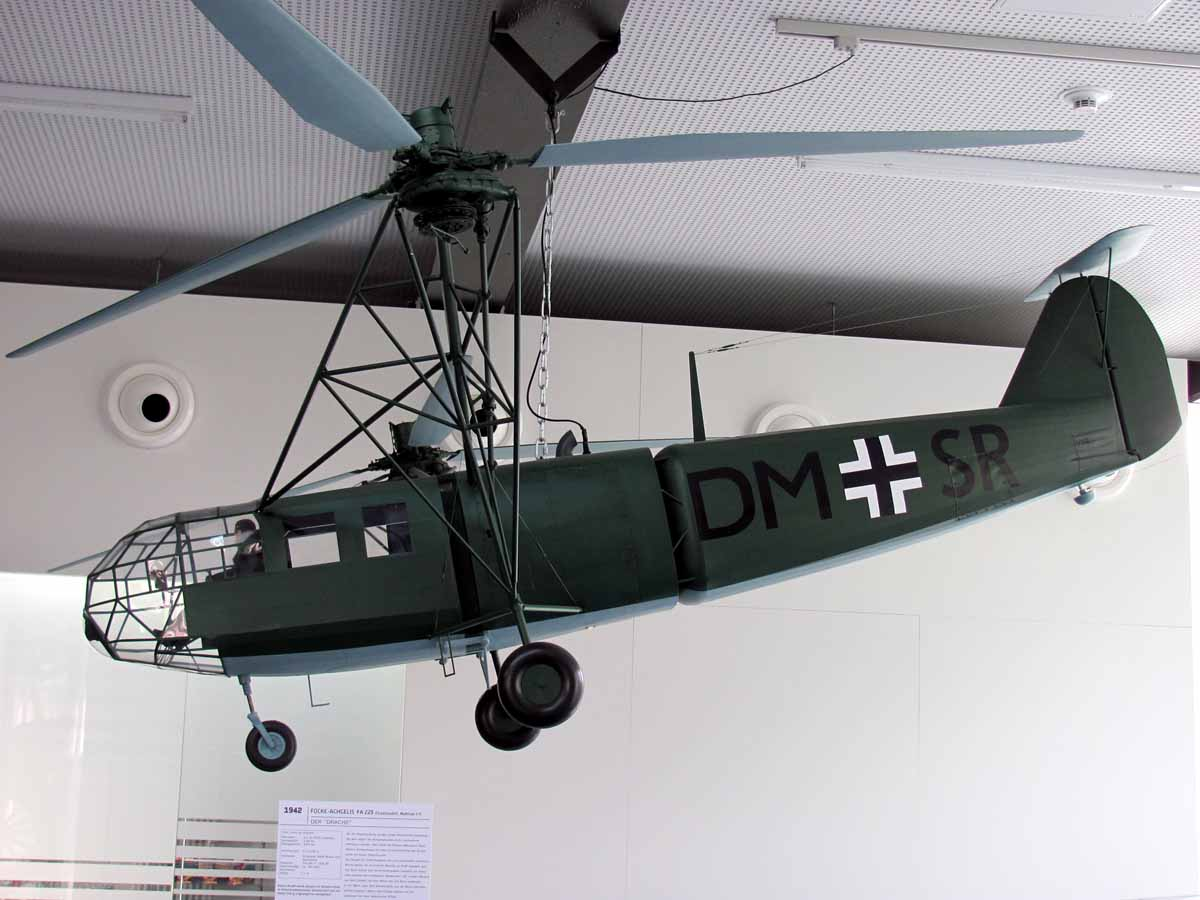
Model Fa 223 E-0 V14 (DM+SR) v muzeu ve městě Bückeburg

Vyrobené prototypy byly podrobeny různým náročným testům. Fa 223 V11 byl na jaře 1944 nasazen při vyproštění letounu Dornier Do 217 z vřesoviště Vehner, při kterém sám havaroval. Po této nehodě byl na evakuaci obou strojů úspěšně nasazen Fa 223 V14. Fa 223 V14 a V16 byly rovněž velmi úspěšně testovány v Alpách, kde ve vysokohorských podmínkách i přistával (Dresdner Hütte- 2 300 m nad mořem). Ministerstvo následně promptně objednalo výrobu 400 kusů, což však již v tehdejších poměrech bylo zcela nereálné. Z prototypů zůstalo letuschopných pět kusů (V12 havaroval při záchranné operaci v horách), z nichž tři byly začleněny k Luft-Transportstaffel 40 pod velením Hauptmanna Josefa Stangla. Zbylé dva se vrátily k domovské firmě k dalším letovým testům.
Ze sériových strojů byl v Berlíně-Tempelhofu vyroben minimálně jeden stroj Fa-223 E-0 (Werk-Nr. 00051, GW + PA), který vzápětí absolvoval dramatický 1 675 km dlouhý etapový a záchranný let po střední a východní části Německa s Rudou armádou v patách. Koncem války byla většina vrtulníků stažena do Alp na základnu Aigen-im-Ennstal, kde je zastihl konec války. Jako válečná kořist se dostaly do Velké Británie (1 kus), USA (1 kus), Sovětského svazu (3 kusy) a Francie (2 nedokončené kusy). Do Velké Británie proletěl Drache vlastní silou, s německou osádkou a stal se tak prvním vrtulníkem který přeletěl kanál La Manche. Po válce se ve Francii s pomocí prof. Fockeho podařilo zkompletovat dva kusy pod označením SE 3000. Zajímavé je, že dva kusy se podařilo zkompletovat v Československu pod označením VR-1. Oba pak létaly ve službách armády a policie stovky hodin.

## Fa 223 v Československu
Ke konci války byla výroba přenesena na území protektorátu Čech a Moravy do podzemní továrny v Rabštejně. Po válce v roce 1946 československá vláda rozhodla, že se zrekonstruují dva stroje Fa 223, které zbyly na našem území. V roce 1948 byly oba stroje zalétány a jejich označení změněno na VR-1. Jeden létal u Bezpečnostního letectva (OK-BZX) a druhý u Leteckého výzkumného ústavu (V-25).

## Uživatelé
Německo
- Luftwaffe

 Československo

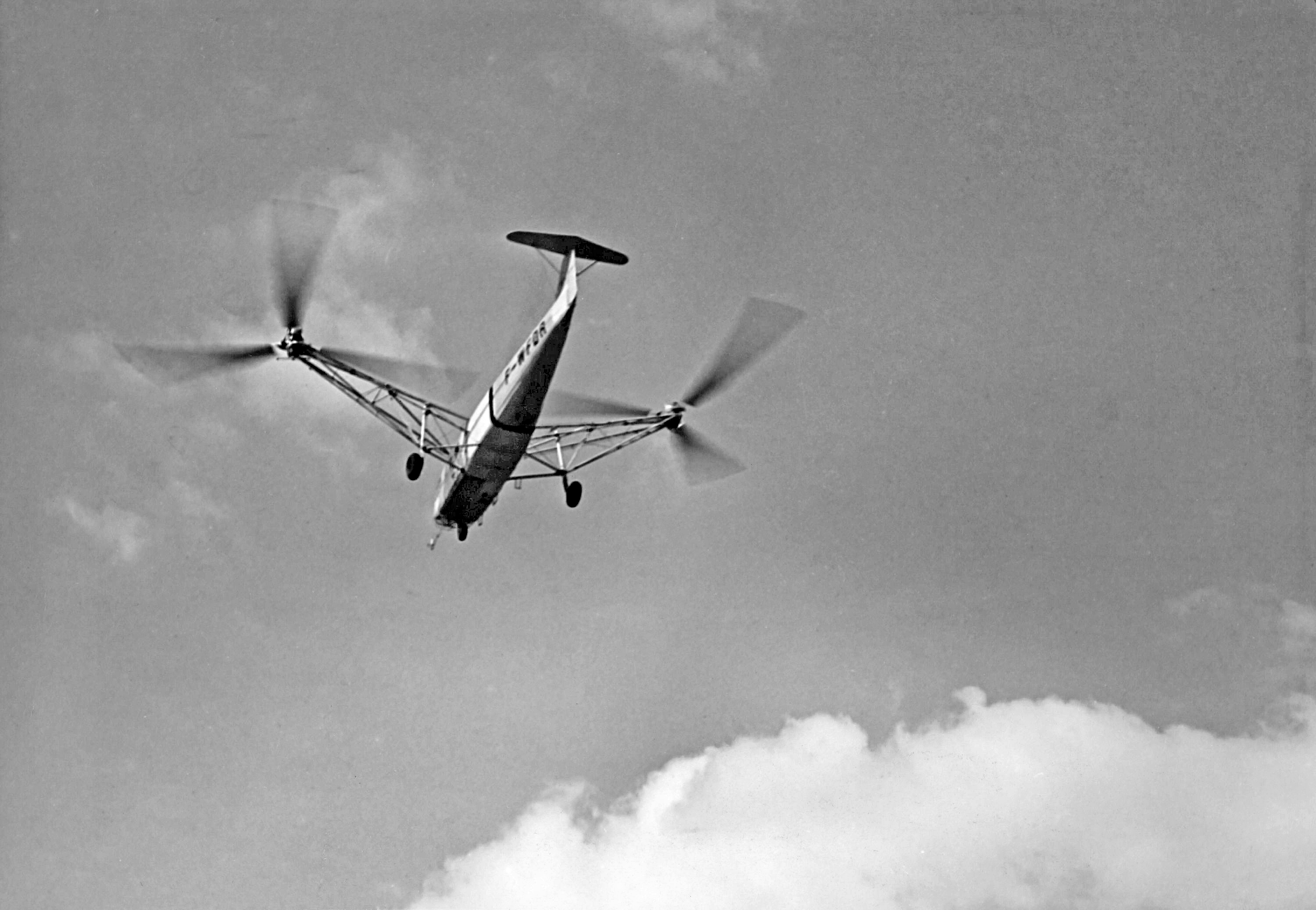
SNCASE SE 3000

- Československé letectvo je používalo do roku 1955.

 Francie
- Francouzské letectvo

## Hlavní technické údaje
Údaje platí pro Fa 223 E
- Průměr rotoru: 12,00 m

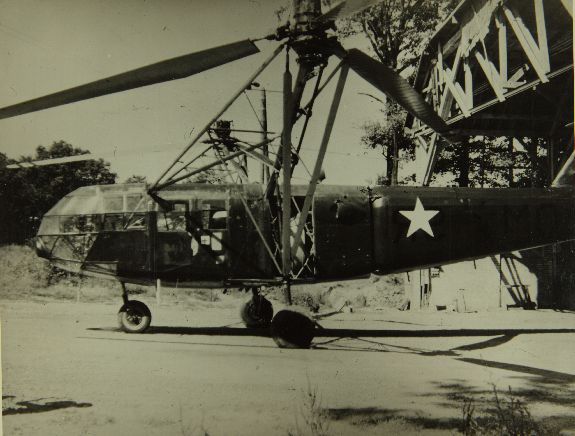
Focke-Achgelis Fa 223 testovaný v USA

- Vzdálenost mezi hlavami rotoru: 12,50 m
- Celkové rozpětí: 24,50 m
- Délka trupu: 12,25 m
- Výška k osám rotorů: 4,36 m
- Hmotnost prázdného stroje: 3180 kg
- Maximální celková hmotnost: 4315 kg
- Maximální rychlost ve 2000 m: 176 km/h
- Cestovní rychlost v 0 m: 122 km/h
- Cestovní rychlost ve 2000 m: 134 km/h
- Stoupavost: 4,06 m
- Praktický dostup: 4875 m
- Dolet: 437 km
- Dolet s vnějšími přídavnými palivovými nádržemi: 700 km
- Vytrvalost s normální zásobou paliva: 2 h 20 min